# أنطونيو دي كارلو
أنطونيو دي كارلو (بالإيطالية: Antonio Di Carlo)‏ (6 يونيو 1962 في إيطاليا - ) هو لاعب كرة قدم إيطالي في مركز الوسط. لعب مع نادي أنكونا ونادي بارما ونادي بياتشينزا ونادي بيروجيا ونادي جنوى ونادي روما ونادي أريتسو وAvezzano Calcio ‏ وكارسو كالتشيو ‏.

## وصلات خارجية
- أنطونيو دي كارلو على موقع قاعدة بيانات كرة القدم.إي يو (الإنجليزية)